# Cristóbal Malet Casajuana
Cristóbal Malet Casajuana (Barcelona, 1961) és un dirigent esportiu català.
Membre d'una família molt vinculada al futbol tant al FC Barcelona com al RCD Espanyol, es va iniciar com a dirigent esportiu a mitjans dels anys noranta al Reial Club de Polo de Barcelona, quan va ocupar el càrrec de vocal de la seva Junta Directiva durant la presidència de Joaquín Calvo, i posteriorment es va incorporar al comitè executiu de la junta presidida per Juan Ángel Calzado. L'any 2003 va ser elegit vicepresident de la Federació Espanyola de Pàdel, i el 2004 s'incorporà com a vicepresident primer de la Federació Catalana de Pàdel sota el mandat d'Ivan Corretja i el 2005 en fou elegit president càrrec que ocupà fins al 2012. Ha practicat el tennis taula i l'handbol durant la seva joventut, i segueix practicant tennis, futbol, golf i pàdel, esport amb què ha estat campió d'Espanya mixt i per equips en categoria veterans el 2008.